# Уэртинг
Уэ́ртинг (англ. Worthing /ˈwɜːrðɪŋ/) — крупный приморский город со статусом боро в Западном Суссексе, в историческом графстве Суссекс.
Расположен у подножия Сауз Даунс, в 16 км к западу от города Брайтон и в 29 км к востоку от Чичестера. Второй по величине компонент конурбации Брайтон/Уэртинг/Литлхэмптон, что делает город частью одной из 12-и самых густонаселённых городских агломераций Великобритании.